# 犬神

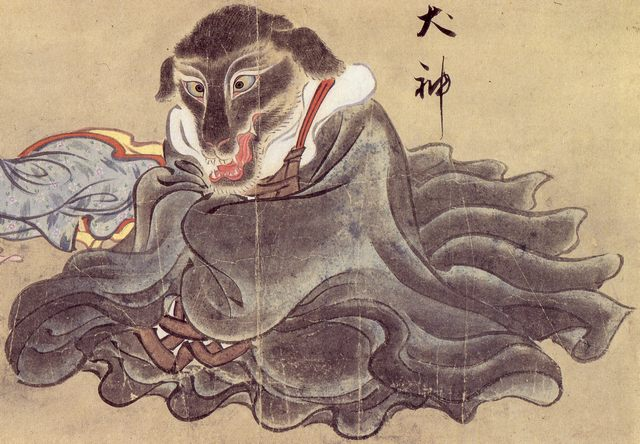
佐脇嵩之所著《百怪圖巻》的犬神

犬神（又名狗神）是一種日本妖怪，一種以邪術催生而出的惡靈，施術者可以召喚它降災於人，或守護自身或家族的安全。原指死後被人操縱留在世間徘徊不去的狗靈，是西日本分布最廣的妖怪。

## 犬神信仰遍布的範圍
在九州的大分縣東部、島根縣、從四國的東北部乃至高知縣一帶有著根深柢固的迷信觀念。也有人說有狐出沒的四國，是犬神的原產地的說法。此外，犬神信仰遍布的範圍，從島根縣西部到山口縣、包括九州整個地區，最遠甚至連鹿兒島縣的薩南諸島也找得到犬神信仰的蹤跡。犬神在當地也叫做（ingame）、（irigami）。

## 施術方式
犬神是藉由犬神使（放蠱的人，犬神使又叫「犬神筋」、「犬神持」、「犬神統」等等）作為蠱毒進行咒詛，附在被害者身上的惡靈，類似中國南方少數民族的「放蠱」以及東南亞國家盛行的下降頭。被犬神附身的人會不由自主產生歇斯底里的行為，例如：處於昏迷狀態，做出一些常人難以理解的行為，或是莫名其妙地發高燒。如同狐狸附身一樣，在當地，某些家族世世代代擁有繼承犬神的操縱權，他們被稱為犬神筋（犬神祭司）。一般人在祭祀犬神的時候，一定要邀請犬神筋來主持儀式，倘使對他們不尊敬的話，就會惹禍上身。
想要驅使犬神，術師須自行製造惡靈（即養蠱）。首先必須將活生生的狗兒埋在土中，只露出狗頭。然後將狗食放置在狗的面前，使其垂涎，但不要餵食。狗會因飢餓而感到痛苦，當其痛苦達到頂點時，將狗頭一刀斬下。如此所產生的狗靈便會附身在術師身上，便能以巫術操縱它。其實是一種刻意讓惡靈詛咒的邪惡行為，用於報復和傷人。當地的人們相信含恨而死的狗靈，具有強大的詛咒力量，術師可以藉此獲得高強的法力。若使用這種巫術詛咒他人，受害者不是傾家蕩產就是死於非命，但若施術者學術不精則可能遭到反噬。

## 文獻記載
- 寶《搜神記》十二（三十七條）有「犬蠱」的記載：

「鄱陽趙壽，有犬蠱，時陳岑詣壽，忽有大黃犬六七群，出吠岑，後余伯婦與壽婦食，吐血幾死，乃屑桔梗以飲之而愈。蠱有怪物，若鬼，其妖形變化，雜類殊種，或為狗豕、或為蟲蛇，其人皆自知其形狀。行之於百姓，所中皆死。」
翻成白話：「鄱陽郡（今江西省鄱陽縣）人趙壽養了一種犬蠱。有一次陳岑去拜訪趙壽，他家裏忽然有大黃狗六七群，一齊跑來對著陳岑吠叫。後來我伯母跟趙壽的妻子一起吃東西，結果吐血吐得幾乎死去，便把桔梗研成粉末喝下去，病才痊癒。毒蠱有一種怪物，像鬼一樣，它的妖形會變來變去，成為各種不同類型和品種，有的成為豬狗一類，有的成為蟲蛇一類。畜養毒蠱的人都知道自己所養的蠱是屬於哪種形狀。他把毒蠱放到老百姓身上，中了毒蠱的人都會死亡。」（摘自黃鈞/譯 新譯搜神記 三民書局印行 台灣 1996年1月 ISBN 957-14-2090-5）

## 相關文學創作
- 坂東真砂子／著　林文琪／譯 《狗神》 台灣角川 台灣 2001.12.14 ISBN 957-302252-4

故事大意：在日本的四國土佐這地方，長久以來流傳著被狗神附身的說法。坊之宮一族的女人世世代代必須守護著狗神罈子，祈求狗神保佑整個家族興旺綿延不絕。就在惡夢侵襲村民的那一夜開始，村子裡變得很不安寧，村民們謠傳一切皆肇因於狗神作祟。背負著世代的仇恨與恐懼的坊之宮美希，意外地邂逅令她傾心的男子，不幸的命運就此展開。

## 內部連結
- 日本妖怪列表
- 巫蠱
- 黑巫術